# حفص بن راشد اليحمدي
حفص بن راشد بن سعيد الخروصي اليحمدي 
إمام بويع بعد وفاة أبيه راشد في محرم سنة 445 هــ، بويع على الدفاع، وقام بالعد،ولم الشمل، ورأب الصدع، وحكم بالكف عن التحديث في مسألة موسى بن موسى وراشد بن النظر الذي كان شفل الناس أنئذ، وقد تبرا منه الشيخ أبو الحسن البسياني كما تبرا من والده لعدم إظهارهما موقفا من تلك الأحداث.
كابد الإمام من بني العباس أهولا صعابا، لما بعثوا بالديلم طمعا في عمان وإخضاعها إلى سلطانهم، فحاربهم ببسالة القائد المغوار، وسعى إلى تخليص البلاد من قبضتهم، وانهزم الجيش العباسي. ولم يعمر طويلا، فتوفي بنزوى ودفن بمقبرة الإيمة.

## المصدر
- حفص بن راشد اليحمدي من موقع تراث